# Mariasela Álvarez Lebrón
Mariasela Álvarez Lebrón (Santo Domingo, 31 de janeiro de 1960) é uma arquiteta e rainha da beleza da República Dominicana que venceu o Miss Mundo 1982.
Ela foi a primeira e única até hoje, janeiro de 2020, de seu país a vencer este concurso. 

## Biografia
Filha de professores e da classe média, ao Hoy Digital ela falou em março de 2019 que teve uma infância e adolescência tranquilas e que apesar de sua mãe ter morrido de câncer quando ela tinha apenas 20 anos, seguiu o exemplo de sua progenitora que disse ter sido uma mulher admirável. Dos 16 aos 21 estudou na UASD, uma universidade pública. "Poderia ter optado por estudar numa particular, mas preferi uma universidade do estado para conhecer o povo", disse para a publicação.
Formada em Arquitetura, optou por seguir carreira na televisão nos anos 1990. Em suas redes sociais, Mariasela se descreve como "produtora e condutora de TV com experiência na R.D e Espanha. Miss Mundo 1982". A imprensa se refere a ela como uma "comunicadora reconhecida".
Tem filhos e netos. 

## Miss Mundo
No dia 8 de novembro de 1982, com 22 anos de idade, Mariasela venceu o Miss Mundo 1982 ao derrotar outras 67 concorrentes.

## Vida após os concursos de beleza
Em 2012 foi capa da primeira edição da revista Hola República Dominicana.
Em 2014 o Ministério de Cultura a coroou como como rainha do "Desfile Nacional del Carnaval 2014".
Foi casada por 25 anos com o espanhol Alberto del Pino, com quem chegou a morar na Espanha. O casal se divorciou em 2011 e teve quatro filhos.
Em 2013 a Hola anunciava que ela tinha um relacionamento com o advogado e cantor Bobby Delgado.
Atualmente já é avó.

### Carreira na TV
Mariasela era arquiteta, mas devido a crise que seu pais enfrentou no início dos anos 90, precisou aumentar a renda, tendo aceitado então um convite para trabalhar como apresentadora. 
Seu primeiro programa foi o “Con Los Ojos Abiertos e agora ela conduz o "Esta Noche Mariasela".